# تامیان
تامیان (انگلیسی: Tamyan) یک شهرک در شهرستان ملئوزوفسکی استان باشقیرستان کشور روسیه است.